# Angelo Malvicini
Angelo Malvicini (Castelleone, 1º maggio 1895 – 29 dicembre 1949) è stato un maratoneta italiano.
È stato due volte campione italiano sui 42,195 km (nel 1913 e nel 1922) e prese parte ai Giochi olimpici di Parigi 1924 dove però non concluse la gara.

## Palmarès
| Anno | Manifestazione  | Sede   | Evento   | Risultato | Prestazione | Note |
| ---- | --------------- | ------ | -------- | --------- | ----------- | ---- |
| 1924 | Giochi olimpici | Parigi | Maratona | dnf       | dnf         |      |

## Campionati nazionali
- 2 volte campione italiano assoluto di maratona (1913 e 1922)

1913
- Oro ai campionati italiani assoluti di atletica leggera, maratona - 2h39'26"0[1]

1914
- Bronzo ai campionati italiani assoluti di atletica leggera, maratona - 3h03'00"0

1922
- Oro ai campionati italiani assoluti di atletica leggera, maratona - 3h10'26"4/5[2]

## Altre competizioni internazionali
1921
- Oro alla maratona di Torino - 2h48'15"

1925
- Oro alla maratona di Torino - 2h52'12"